# Johann Georg von Hahn
Johann Georg von Hahn (ur. 11 lipca 1811 we Frankfurcie nad Menem, zm. 23 września 1869 w Jenie) – austriacki dyplomata, filolog, znawca języka i kultury albańskiej.

## Życiorys
Ukończył studia prawnicze na uniwersytecie w Heidelbergu. W okresie rządów króla Ottona I został skierowany do Grecji, gdzie pracował jako sędzia, tam też nauczył się języka greckiego i albańskiego. W 1847 Hahn objął stanowisko konsula Cesarstwa Austriackiego w Janninie. W trakcie sprawowania urzędu wielokrotnie podróżował na terytorium Albanii, zbierając pieśni ludowe, bajki, a także przysłowia, które kolekcjonował z zamiarem wydania dzieła poświęconego toskijskiemu dialektowi języka albańskiego. W swoich badaniach współpracował z Kostandinem Kristoforidhim.

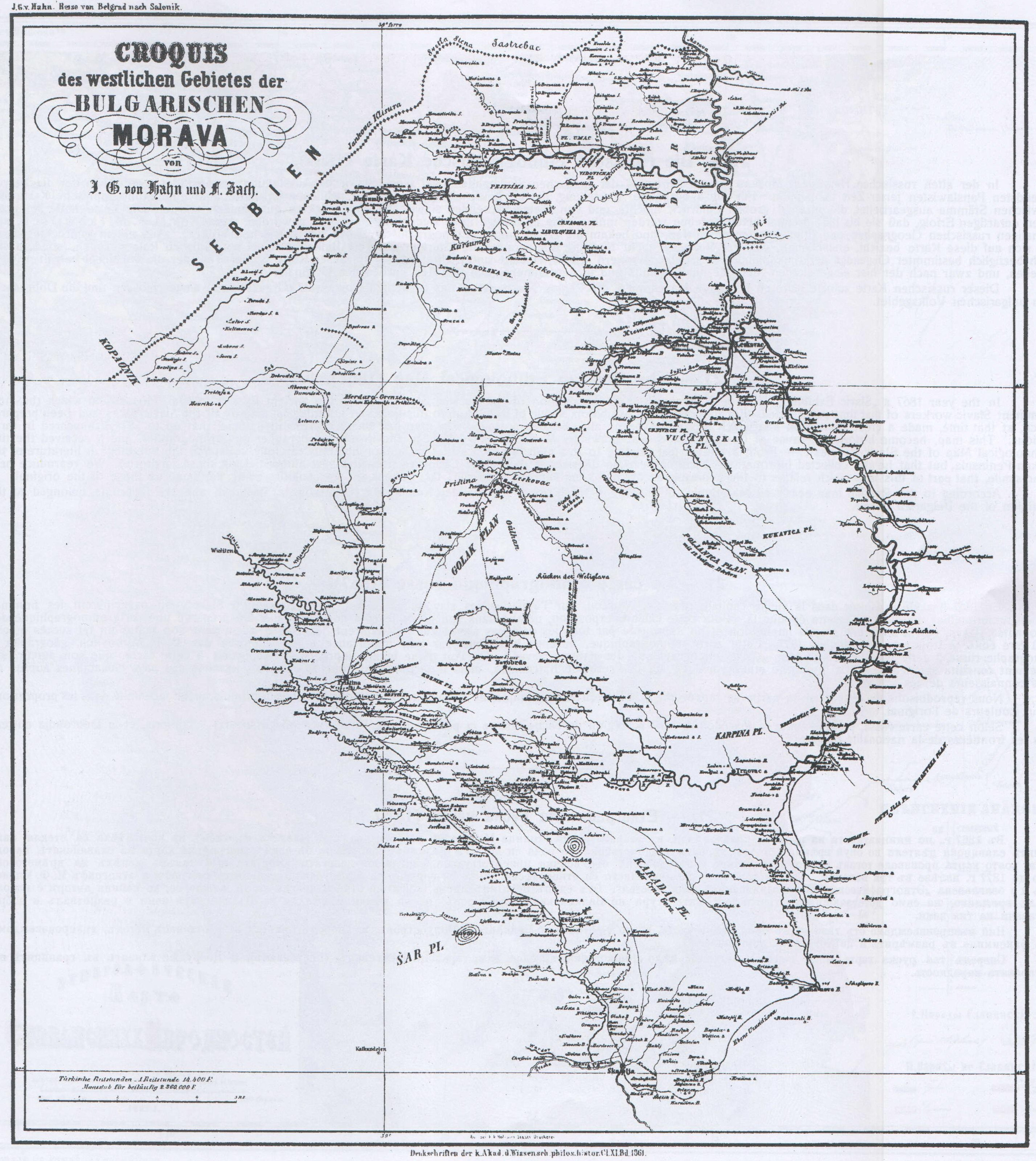
Mapa etnograficzna bułgarskiej Doliny Morawy, sporządzona przez Hahna w 1861

W 1851 został przeniesiony na Siros, a w 1869 objął stanowisko konsula generalnego w Atenach. Był jednym z pierwszych badaczy, którzy w XIX w. podjęli studia nad językiem i kulturą albańską. W 1854 wydał fundamentalne trzytomowe dzieło Albanesische Studien, w którym udowadniał przynależność języka albańskiego do indoeuropejskiej rodziny językowej.

## Dzieła
- 1854: Albanesische Studien, vol. 1-3, Jena
- 1856: Aphorismen über den Bau der auf uns gekommenen Ausgaben der Ilias und Odyssee
- 1861: Reise von Belgrad nach Salonik, wyd. Wiedeń
- 1864: Griechische und albanesische Märchen, wyd. Lipsk
- 1867: Reise durch die Gebiete von Drin und Wardar, wyd. Wiedeń